# Vincenzo Giordano Orsini (cacciatorpediniere)
Il Vincenzo Giordano Orsini è stato un cacciatorpediniere (e successivamente una torpediniera) della Regia Marina. Il nome dell'unità è legato al politico e ufficiale garibaldino Vincenzo Giordano Orsini.

## Storia

### La prima guerra mondiale

#### 1917
Costruito tra il febbraio 1916 ed il maggio 1917, l'Orsini apparteneva alla classe Giuseppe Sirtori. Dopo l'entrata in servizio la nave operò in Adriatico, quale caposquadriglia della squadriglia «Orsini». Inizialmente fu comandante della nave e della squadriglia il capitano di fregata Ernesto Burzagli.

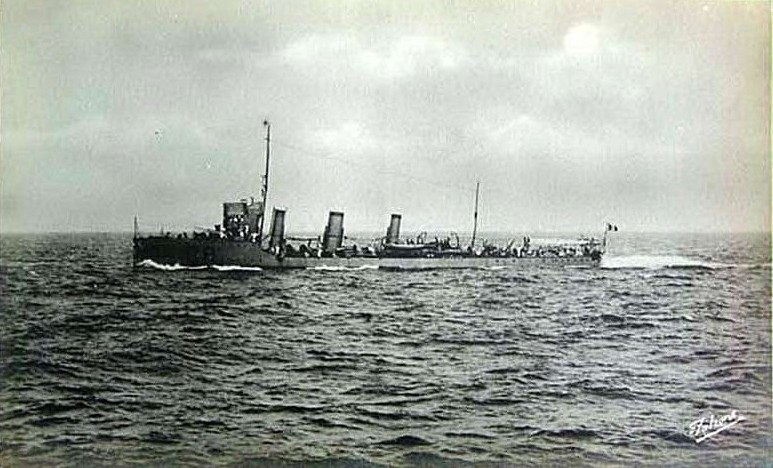
LOrsini visto al traverso

Nella notte tra il 13 ed il 14 agosto 1917 la nave, caposquadriglia di una squadriglia di quattro unità, lasciò Venezia unitamente alle altre unità della propria squadriglia (i gemelli Giovanni Acerbi, Giuseppe Sirtori, Francesco Stocco) e ad altri sei cacciatorpediniere (Animoso, Ardente, Audace e Giuseppe Cesare Abba, che formavano una squadriglia, nonché Carabiniere e Pontiere, che formavano una sezione) per scontrarsi con un gruppo di navi nemiche, ovvero i cacciatorpediniere Streiter, Reka, Velebit, Scharfschutze e Dinara e 6 torpediniere, che avevano appoggiato un'incursione aerea contro la piazzaforte veneta (nell'attacco, portato da 32 velivoli, era stato colpito l'ospedale di San Giovanni e Paolo e vi erano stati 14 morti e circa 30 feriti). Solo l’Orsini riuscì ad avere un breve e fugace contatto con le navi austriache, che dovette tuttavia interrompere in quanto rischiava di essere mandato contro i campi minati avversari: persa di vista, la formazione austroungarica poté allontanarsi senza problemi.
Il 29 settembre dello stesso anno la nave, agli ordini del comandante Vaccaneo (caposquadriglia), uscì in mare assieme al resto della propria squadriglia (Abba, Stocco ed Acerbi), all'esploratore Sparviero ed alla squadriglia cacciatorpediniere «Audace» (cacciatorpediniere Ardente, Ardito e Audace) a supporto di un bombardamento effettuato da 10 aerei Caproni del Regio Esercito contro Pola. Più o meno contemporaneamente, idrovolanti austroungarici attaccarono Ferrara, incendiando il dirigibile M 8: a sostegno di tale attacco erano in mare i cacciatorpediniere austroungarici Turul, Velebit, Huszár e Streiter e le torpediniere TB 90F, TB 94F e TB 98M (per altre fonti le torpediniere erano quattro). Avvisata di tale attacco, la formazione italiana fece rotta su Rovigno, al largo della quale sarebbero probabilmente passate le navi avversarie di ritorno dall'azione: alle 22.03, infatti, lo Sparviero avvistò unità sconosciute ad un paio di miglia, e due minuti più tardi gli opposti gruppi aprirono il fuoco ingaggiando un breve scontro serale. Giunte a 2000 metri di distanza, le navi aprirono un intenso fuoco d'artiglieria. Secondo fonti italiane lo scontro si concluse alle 22.30, quando le due formazioni persero il contatto per via delle loro rotte divergenti (i due gruppi ripresero poi contatto alle 22.45, perdendolo però del tutto dopo qualche minuto), senza conseguire risultati di rilievo. Secondo fonti austroungariche lo Sparviero (nave di bandiera del comandante della formazione, il Principe di Udine), dopo essere stato seriamente danneggiato da un colpo a segno, lasciò la linea di combattimento e pertanto anche le altre navi italiane interruppero lo scontro e si ritirarono, mentre da parte austriaca il Velebit fu danneggiato da un proiettile italiano che mise fuori uso i sistemi di governo e provocò un incendio. Lo Streiter prese a rimorchio la nave danneggiata, ma a quel punto sopraggiunsero due cacciatorpediniere italiani che si portarono a circa mille metri, allontanandosi tuttavia dopo essere stati fatti oggetto del fuoco da parte dello Streiter, del Velebit e delle torpediniere.

Il cacciatorpediniere in transito nel canale navigabile di Taranto

Durante la ritirata di Caporetto, quando le truppe italiane si furono attestate sul Piave, l'Orsini e la sua squadriglia furono adibite a rallentare, con il tiro delle proprie artiglierie, l'avanzata delle truppe austro-ungariche, bombardandone d'infilata le linee ed al contempo opponendosi ad attacchi di navi nemiche.
Il 16 novembre 1917 l'Orsini lasciò Venezia e fu inviato, insieme ad Animoso, Ardente, Abba, Audace, Acerbi e Stocco, a contrasto del bombardamento effettuato dalle corazzate austroungariche Wien e Budapest contro le batterie d'artiglieria e le linee italiane di Cortellazzo (le due corazzate erano arrivate alle 10.35 davanti a Cortellazzo, aprendo quindi il fuoco contro le truppe italiane e venendo contrastate subito dalle artiglierie di terra e poi da tre attacchi aerei: dopo aver interrotto il fuoco alle 11.52 per non interferire con le proprie truppe di terra, le due unità si riportarono a tiro alle 13.30, aprendo il fuoco cinque minuti più tardi). I cacciatorpediniere, portatisi ad ovest della zona attaccata, supportarono l'attacco dei MAS 13 e 15 che, insieme a quelli di aerei e dei sommergibili F 11 ed F 13, contribuì a disturbare l'azione nemica, sino al ritiro delle due corazzate.
Il 28 novembre Sirtori, Stocco, Acerbi, Orsini, Animoso, Ardente, Ardito, Abba ed Audace, insieme agli esploratori Aquila e Sparviero, partirono da Venezia e, insieme ad alcuni idrovolanti di ricognizione, si posero alla ricerca di una formazione austroungarica che aveva attaccato le coste italiane. I cacciatorpediniere Triglav, Reka e Dinara e le torpediniere TB 78, 79, 86 e 90 avevano infatti danneggiato un treno e le linee ferroviaria e telegrafica alle foci del Metauro, mentre un secondo gruppo, composto dai cacciatorpediniere Dikla, Streiter ed Huszar e da quattro torpediniere, aveva infruttuosamente attaccato dapprima Porto Corsini e poi Rimini. Le due formazioni si erano poi riunite, iniziando la navigazione di rientro e subendo alcuni attacchi da parte di idrovolanti. Le navi italiane dovettero rinunciare all'inseguimento allorché giunsero in vista di quelle nemiche nei pressi di Capo Promontore, troppo vicino a Pola, principale base navale austroungarica.

#### 1918

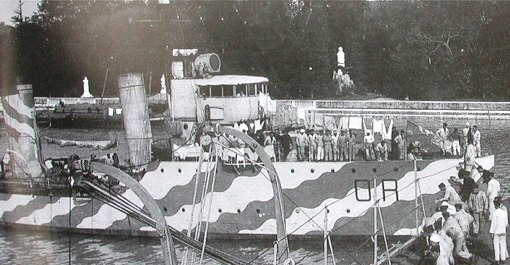
LOrsini con colorazione mimetica, nella primavera del 1918.

Nella notte tra il 13 ed il 14 maggio 1918 l'Orsini (caposquadriglia), l'Acerbi, il Sirtori, lo Stocco e l'Animoso, insieme alle torpediniere costiere 9 PN e 10 PN ed ai MAS 95 e 96, fornirono supporto al fallimentare tentativo di attacco del barchino silurante «Grillo» contro la base di Pola. L'operazione, al comando del capitano di fregata Costanzo Ciano, era già stata tentata ma interrotta nelle notti tra l'8 ed il 9 aprile, tra il 12 ed il 13 aprile, tra il 6 ed il 7 maggio, tra il 9 ed il 10 maggio e tra l'11 ed il 12 maggio. Le navi lasciarono Venezia alle 17.30 del 13 maggio. I MAS rimorchiavano il barchino «Grillo», il cui rimorchio, giunti nel punto previsto, venne lasciato alle 2.18. L'attacco del «Grillo» si svolse tra le 3.16 e le 3.18, senza conseguire risultati e portando alla distruzione del barchino. I MAS, illuminati dai proiettori alle 3.35 e poi alle 3.40, si allontanarono e si riunirono ai cacciatorpediniere in appoggio alle cinque del mattino, dirigendo quindi per tornare in porto.
Nella notte tra il 1º ed il 2 luglio 1918 i cacciatorpediniere Orsini (agli ordini del capitano di corvetta Domenico Cavagnari), Acerbi, Sirtori, Stocco, Giuseppe Missori, Giuseppe La Masa e Audace fornirono supporto a distanza ad una formazione composta da sette torpediniere (la squadriglia composta dalle torpediniere costiere 64 PN, 65 PN, 66 PN, 40 PN e 48 OS, più, in appoggio, le torpediniere d'alto mare Climene e Procione) che bombardò le linee austro-ungariche tra Cortellazzo e Caorle (procedendo a bassa velocità tra le due località) e simulò poi uno sbarco (allo scopo furono impiegate le torpediniere 15 OS, 18 OS e 3 PN ed alcuni pontoni da sbarco fittizi a rimorchio) per distrarre le truppe nemiche e favorire l'avanzata italiana. Il gruppo dei cacciatorpediniere si scontrò anche con i cacciatorpediniere austroungarici Csikós e Balaton e con due torpediniere (la TB 83F e la TB 88F), in mare a supporto di un attacco aereo su Venezia: le unità avversarie, partite da Pola nella tarda serata del 1º luglio, erano state infruttuosamente attaccate con un siluro da un MAS (lanciato contro il Balaton, che aveva una caldaia in avaria) alle prime luci dell'alba del 2 luglio. I cacciatorpediniere italiani giunsero in vista di quelli austriaci alle 3.10 ed aprirono il fuoco, provocando l'immediata reazione delle artiglierie delle unità austroungariche: ne seguì un breve scambio di cannonate, durante il quale le navi avversarie, specie il Balaton, ebbero alcuni danni. Nel corso dello scontro lo Stocco rimase danneggiato, con alcuni morti e feriti tra l'equipaggio ed un incendio a bordo che lo costrinse a fermarsi (dopo aver evitato due siluri manovrando), privando la formazione italiana anche dell'Acerbi , fermatosi per assistere la nave gemella. Il Balaton, colpito da diversi proiettili sul ponte di prua, si portò in posizione più avanzata, mentre Missori, Audace e La Masa si scontroavano con il Csikós e le due torpediniere: entrambe le formazioni lanciarono i propri siluri senza risultato, mentre il Csikós fu colpito da un proiettile nel locale caldaie poppiero ed anche le due torpediniere furono colpite da un proiettile ciascuno. Dopo qualche tempo le unità italiane si allontanarono e proseguirono nel loro compito, mentre quelle austriache ripiegavano verso Pola.

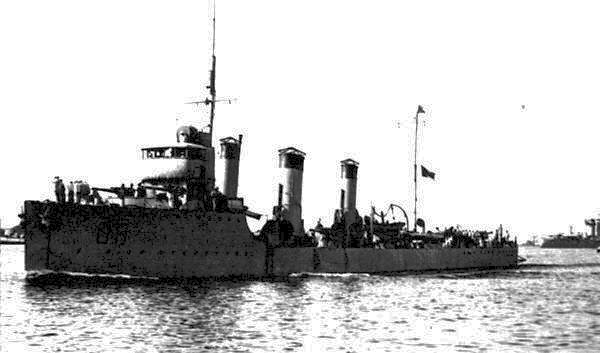
Il cacciatorpediniere a Brindisi nel 1918.

Nella mattinata del 4 novembre 1918 l'Orsini, l'Acerbi, il Sirtori e lo Stocco salparono da Venezia insieme alla vecchia corazzata Emanuele Filiberto (nave di bandiera del contrammiraglio Rainer, al comando dell'operazione), per prendere possesso di Fiume. Durante la navigazione l'Orsini, al comando del capitano di fregata Domenico Cavagnari, fu distaccato per l'occupazione dell'isola di Lussino: dopo essere transitato tra Zabudaki e Punta Bianca, alle 13.15 del 4 novembre il cacciatorpediniere attraccò a Lussinpiccolo, dove sbarcò un contingente militare (nell'isola vi era già una forte presenza di militari jugoslavi) e fu accolto favorevolmente dalla popolazione italiana. Tuttavia sorsero fin dall'inizio notevoli problemi: dapprima vi fu la protesta di un ufficiale croato in precedenza arruolato nella k.u.k. Kriegsmarine, successivamente giunse in porto una torpediniera ex austro-ungarica, la TB 82, divenuta jugoslava; a terra, il 5 novembre, la componente croata cercò di issare la bandiera jugoslava accanto a quella italiana (fu il comandante della TB 82 ad issare tale bandiera sul forte dell'isola, e l'indomani, il 6 novembre, anche i marinai ne alzarono una nella loro caserma) per dichiarare la sovranità della Jugoslavia su Lussino, e vi furono anche le proteste del clero croato. Cavagnari riuscì tuttavia a persuadere i militari jugoslavi ad ammainare la propria bandiera ed a lasciarsi disarmare (facendoli poi imbarcare sulla TB 82, che li portò a Fiume il 7 novembre), proclamando così la sovranità dell'Italia sull'isola (tale opera gli valse poi il conferimento del titolo di Cavaliere dell'Ordine militare di Savoia). L'8 novembre l'Orsini fu raggiunto dall’Acerbi ma la questione poté considerarsi conclusa solo il 20 dello stesso mese, con lo sgombero e disarmo dei forti, il trasferimento a Fiume di tutti i militari jugoslavi e la confisca di materiali bellici e di alcune navi (qualche piroscafo ed un panfilo).
Nei giorni successivi all'armistizio il cacciatorpediniere compì anche un'altra missione da Venezia a Fiume, attraversando per la prima volta tratti di mare con presenza di campi minati.

### Gli anni venti e trenta

Tre torpediniere tipo "tre pipe" alla fonda nel Mar Grande a Taranto: da sinistra Generale Antonino Cascino, Vincenzo Giordano Orsini e Giuseppe Cesare Abba.

Agli inizi del 1920 l'Orsini fu coinvolto nelle vicende dell'impresa di Fiume. Il 2 febbraio 1920, infatti, il cacciatorpediniere ed il trasporto Città di Roma, in navigazione da Ancona a Pola con un carico di provviste e munizioni per la Regia Marina, vennero catturati dai legionari dannunziani e fatti entrare a Fiume.
Nel 1920 la nave fu sottoposta a modifiche che videro la sostituzione dei 6 cannoni singoli da 102/35 mm Schneider-Armstrong 1914-15 con quelli del più moderno modello da 102/45 Schneider-Armstrong 1917. Nella seconda metà degli anni venti fu comandante in seconda della nave il tenente di vascello Francesco Dell'Anno, futura Medaglia d'oro al valor militare.
Il 1º ottobre 1929 l'Orsini, come le unità gemelle, fu declassato a torpediniera. Nel 1931 l'unità trasportò da Bardia, ov'era stato portato dopo la cattura, a Bengasi, dove fu processato e condannato a morte, Omar al-Mukhtar, capo della resistenza anti-coloniale libica. Nei primi anni trenta la torpediniera venne impiegata a Taranto come nave scuola, inquadrata nel Gruppo Navi Scuola Meccanici.
Nel 1934 l'Orsini era dislocata in Libia. Il 3 giugno 1940, appena una settimana prima dell'entrata dell'Italia nella seconda guerra mondiale, la torpediniera, che si trovava ora in Africa Orientale Italiana, incontrò nel Mar Rosso meridionale l'incrociatore leggero australiano Hobart.

### La seconda guerra mondiale

LOrsini in bacino di carenaggio.

All'ingresso dell'Italia nella seconda guerra mondiale, il 10 giugno 1940, l'Orsini e l’Acerbi avevano base a Massaua, in Eritrea, base italiana sul Mar Rosso. Comandava la nave, che era alle dirette dipendenze del Comando Marina di Massaua, il tenente di vascello Giulio Valente. Stante la sua vetustà e l'assenza di importanti azioni navali in Mar Rosso, l'Orsini non prese parte a nessun episodio di rilievo, effettuando solo poche missioni di breve durata lungo le coste dell'Eritrea. Secondo alcune fonti alcuni impianti da 40/39 mm potrebbero essere stati sbarcati per integrare le difese di Massaua.

La torpediniera nel bacino San Marco a Venezia, probabilmente negli anni trenta.

Ad inizio aprile 1941 le truppe inglesi occuparono gradatamente l'Eritrea. Il 7 e l'8 aprile 1941 l’Orsini contribuì all'ultima difesa di Massaua ormai prossima alla caduta: non appena furono avvistate le prime avvisaglie delle truppe britanniche, la torpediniera aprì il fuoco e bombardò la località di Embereni (una ventina di miglia a nord di Massaua) con i propri cannoni da 102/45 mm e le mitragliere da 40/39 mm, provocando pesanti danni e perdite tra le colonne motocorazzate inglesi ed obbligandole a rallentare l'avanzata, continuando a sparare sino a consumare tutte le munizioni. Nella tarda mattinata dell'8 aprile furono terminate le munizioni e quindi, non potendo raggiungere alcun porto amico o neutrale, il comandante Valente ordinò di avviare le manovre di autoaffondamento: furono aperte le valvole di allagamento e distrutti parte dei tubi in sala macchine (si decise di non minare la nave per non cagionare danni alla nave ospedale RAMB IV ed all'ospedale a terra, che non si trovavano lontani), quindi la nave iniziò ad affondare con lentezza, poi, man mano che l'acqua iniziava a riversarsi nello scafo dagli oblò lasciati aperti, si abbatté sul lato di dritta, si appoppò ed infine s'inabissò impennando la prua.
Non essendovi notizie circa un suo recupero o demolizione, il relitto dell'Orsini dovrebbe giacere su un fondale di 27 metri di profondità, mezzo miglio ad est della penisola di Abd el Kader, non distante dall'ex pontile del Comando Marina di Massaua.